# Heironeous
Heironeous è una divinità immaginaria del gioco di ruolo fantasy Dungeons & Dragons. Heironeous ha le sembianze di un uomo alto dai capelli castani, gli occhi ambrati e la pelle bronzea. Indossa sempre una cotta di maglia e in battaglia impugna sempre la sua spada lunga sacra. Heironeous combatte il male in tutte le sue possibili manifestazioni e soprattutto muove guerra contro il suo fratellastro Hextor. Il suo simbolo è rappresentato da un pugno che stringe una saetta e tra i suoi seguaci si annoverano paladini, guerrieri, monaci, giudici e conestabili.

## Dogma
I seguaci di Heironeous seguono i più elevati ideali di giustizia e cavalleria e vedono nelle avversità una sfida da affrontare e da superare. Vivendo in un mondo dove il male è sempre all'opera le sfide dei seguaci di Heironeous sono quasi infinite e i loro compiti tendono sempre a proteggere i deboli e gli innocenti. Heironeous esorta i suoi seguaci a combattere sempre con calma e razionalità, unico modo per prevalere totalmente sul male.

## Clero
Il clero di Heironeous è organizzato come un ordine militare dove sono presenti delle gerarchie da rispettare. Il principale motivo per cui i chierici scendono in guerra riguarda il combattere Hextor e i suoi adepti. Nei periodi in cui questo non è possibile i chierici sorvegliano lande civilizzate proteggendo le popolazioni. Quando un chierico di Heironeous raggiunge l'anzianità viene insignito del grado di giudice, stratega militare o istruttore militare. Nonostante siano alti gli ideali che muovono la chiesa del dio, alcuni sostengono che l'agire dei chierici sia intimidatorio e sconsiderato. Tuttavia la chiesa di Heironeous è ampiamente rispettata.

## Templi
I templi dedicati al dio della giustizia somigliano a fortezze (quando sorgono nei luoghi desolati servono proprio come fortezze) con armerie ben fornite e numerose linee di rifornimento. Quelle più comuni, che sorgono cioè nei centri abitati e nelle grandi città, dispongono di un cortile dove i chierici possono allenarsi.